# Symphyodon erinaceus
Symphyodon erinaceus là một loài rêu trong họ Daltoniaceae. Loài này được Mitt. A. Jaeger mô tả khoa học đầu tiên năm 1878.